# Coutoubea spicata
Espèce
Synonymes
selon tropicos :
- Coutoubea alba Lam.
- Coutoubea densiflora Mart.
- Coutoubea lutea Steud.
- Coutoubea spicata var. densiflora (Mart.) Miq.
- Exacum spicatum (Aubl.) Vahl[1]

selon GBIF :
- Coutoubea alba Lam.
- Coutoubea densiflora Mart.
- Coutoubea lutea Steud.
- Coutoubea spicata (Aubl.) Kunth
- Coutoubea spicata var. densiflora (Mart.) Miq.
- Coutoubea ternifolia Cav.
- Cutubea densiflora C.Mart., 1817
- Exacum minus (Humb. & Bonpl.) Schult. & Schult.fil.
- Exacum spicatum (Aubl.) Vahl
- Exacum strictum Willd.
- Exacum strictum Willd. ex Griseb.
- Exacum ternifolium (Cav.) F.Dietr.
- Exacum ternifolium (Cav.) Roem. & Schult.
- Picrium spicatum (Aubl.) Schreb.
- Picrium spicatum (Aubl.) Schreb. ex Progel[2]

Coutoubea spicata est une  espèce de plante herbacée, néotropicale, appartenant à la famille des Gentianaceae. Il s'agit de l'espèce type du genre Coutoubea Aubl..
On l'appelle en Guyane centaurée, centaurelle de Cayenne, centaurée blanche de Cayenne, baume celeste, gentiane, centorel, santorèl (Créole), a'apoã laãnga (Wayãpi), atit βan (Palikur), diambarana (Portugais), tautanmiuméê (Wayana), et Papai-Nicolau dans la région de Bahia au Brésil.

## Description
Coutoubea spicata est une plante herbacée à base ligneuse, haute de 15-150 cm. 
La tige atteint un diamètre de 0,1-0,5 cm à sa base, et présente des parties saines anguleuses ou cannelées, lisses, simples ou peu ramifiées.
Les entre-nœuds sont longs de 0,2-8 cm. 
Les feuilles sont sessiles, (semi-)amplexicaule, rigides, charnues, (coriace séchée, chartacée à membraneuse), d'une couleur vert terne, de forme étroitement elliptiques à ovale-elliptique ou étroitement obovales, à base cunéiforme ou arrondie, et mesurant 1-11 x 0,1-3 cm.
La nervure primaire est enfoncée, plate ou légèrement proéminente au-dessus, pâle, proéminente. 
Si elles sont visibles, les nervures secondaires, sont légèrement proéminentes en dessous.
Les inflorescence sont en épi terminal ou axillaire, longs de 2-26 cm, dont le pédoncule long de 0,5-7 cm.
Les bractées et bracteoles sont étroitement elliptiques, longues 1,5-9 mm (les bractées basales sont parfois en forme de feuille, atteignant jusqu'à 60 mm de long). 
Les fleurs sont plus ou moins dressées, sessiles, verticillées, congestives.
Les calice est vert (brillant), coriace, long de 5-10 mm, avec des lobes étroitement triangulaires à marge blanche, à apex longuement acuminé, et mesurant 3-7 x 1-2 mm.
La corolle est chartacée à membraneuse, de couleur blanche à rose ou pourpre, à gorge pourpre foncé, rose ou lilas, longue de 11-18 mm, avec des lobes réfléchis, étroitement elliptiques, à apex acuminé mesurant 5-9 x 1,5-3 mm.
Les filets sont blancs, longs de 2-7 mm, les anthères jaune pâle ou brunes, longues de 2,5-4,5 mm.
L'ovaire est ovoïde, mesurant 4 × 1,5 mm, avec le style charnu, blanc, long de 5 mm, et les lobes du stigmate blancs mesurant 0,5-2 x 0,5-1,5 mm. 
Le fruit est vert, ovoïde ou ellipsoïde, mesurant 5-9 x 1,5-3 mm.
Les graines sont brunes, atteignant 0,3 mm de diamètre,.

## Répartition
On rencontre Coutoubea spicata du sud du Mexique au Brésil, en passant par l'Amérique centrale, la Colombie, le Venezuela, et les Guyanes.

## Écologie
Coutoubea spicata pousse dans les savanes sur sol sableux, argileux, latéritique ou rocheux, les zones perturbées, et les marécages ou bords de lacs, à 20-325 m d'altitude.
Coutoubea spicata a été étudiée sous divers aspects : 
- ses fibres[11]
- ses nectaires extrafloraux[12]
- son pollen[13]
- sa phyllogénie[14]
- sa présence dans la banque de graines du sol dans les systèmes agroforestiers au Brésil[15],[16]

## Usages
En 1897, Heckel rapporte sur Coutoubea spicata : « propre aux lieux humides. Plante très amére, stomachique et vermifuge. C'est, dit Aublet, à propos de cette dernière plante, un remède excellent pour rétablir le cours des règles (emménagogue). ».
En Guyane, les Créoles et les Palikur emploient la décoction de feuilles Coutoubea spicata comme antipyrétique, antipaludéen, vermifuge et désinfectant sur les blessures.
En tant qu'antipaludéen, il est utilisé souvent en association avec Geissospermum spp. et Quassia amara,.
Il est aussi connu pour ses propriétés antipaludéennes ailleurs en Amérique du sud (Brésil, Pérou).
Coutoubea spicata est employé dans le traitement de la grippe, du diabète, et comme abortif par les communautés marronnes afro-Brésiliennes dans les forêts pluviales de la côte atlantique de Bahia, au Brésil.
Coutoubea spicata serait toxique pour le bétail.
L'extrait de Coutoubea spicata aurait des propriétés hypoglycémiantes antidiabétiques, et sa toxicité aiguë a été étudiée dans ce cadre.
On a isolé dans Coutoubea spicata des glycosides de flavonol, des glycosides secoiridoïdes, ainsi que la gentiopicrine et la swertiamarine qui sont à l'origine de son amertume,.

## Protologue

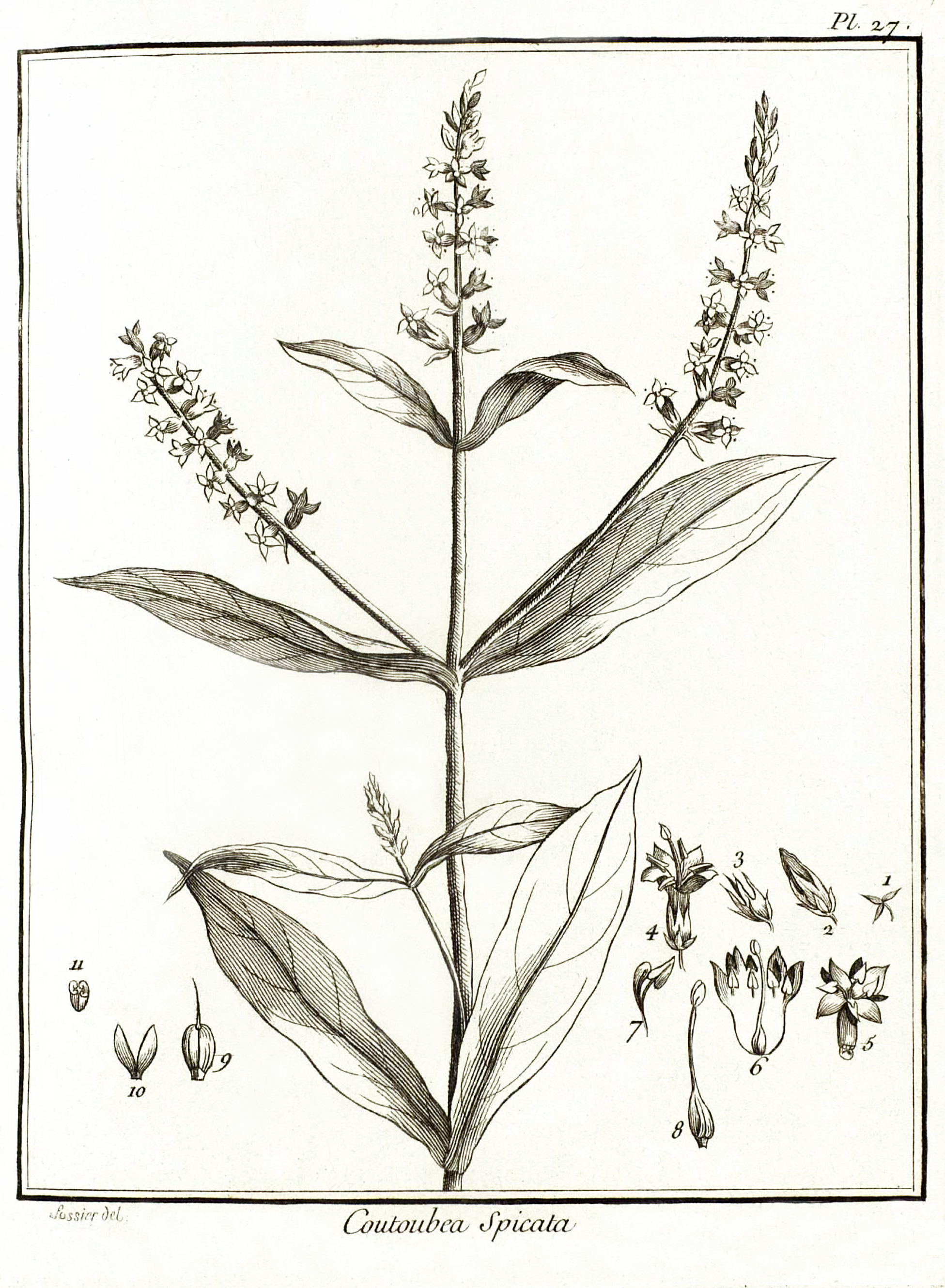
Coutoubea spicata par Aublet (1775) :
Planche 29. - 1. Calice. - 2. Corolle. - 3. Tube de la corolle ouvert. Étamines. - 4. Diſque. Ovaire. Style. Stigmate. - 5. Capſule. - 6. Capſule ſéparée du calice. - 7. Capſule ouverte en deux valves.

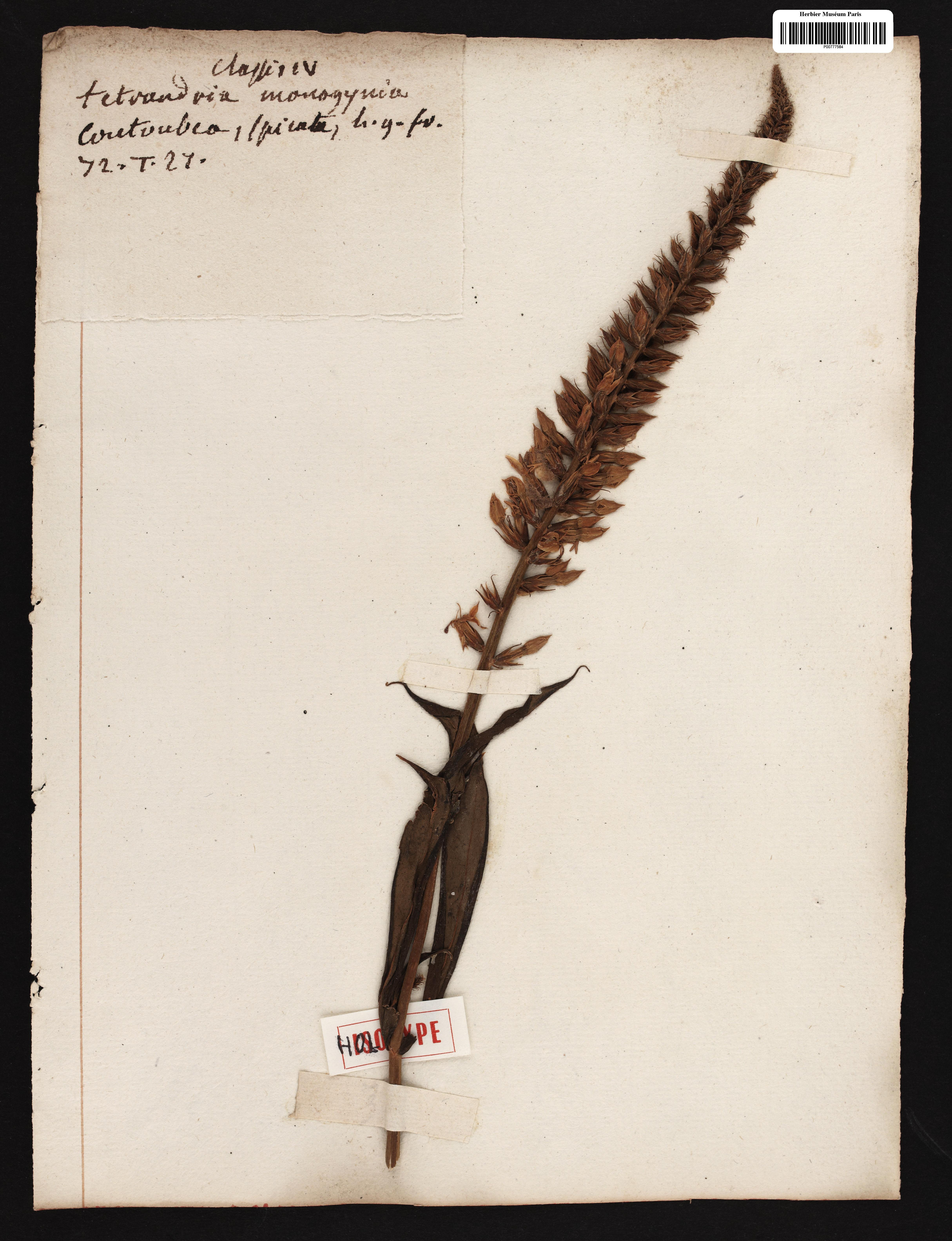
échantillon type de Coutoubea spicata Aubl. collecté par Aublet en Guyane

En 1775, le botaniste Aublet en a proposé le protologue suivant : 

« 1. COUTOUBEA (ſpicata). foliis ovato-oblongis, acutis ; floribus albis. (Tabula 27.)
Gentiana Valerianæ hortenſis folio ; flore albo, ſpicato. Bar. Franc. æquin, p. 54.
Planta annua, tripedalis. Radix fibroſa, ramoſa, ſublignoſa. Caulis rectus, teres. Folia oppoſita, ſubcarnosa, ſeſſilia, glabra, glauca, lanceolata, integerrima, quandoque tenia, verticillata. Flores ſpicati, axillares, & terminales ; inferiores in ipica oppoſiti, poſteà alterni, ſupremi quaterni verticillati ; omnes ſeſſiles ad baſim, tribus bracteis muniti, duobus lateralibus minoribus. Corolla alba, non decidua.
Tota planta eſt guſtu amara.
Floret variis anni temporibus.
Nomen Caribæum, COUTOUBEA.
Habitat in viis & ad ripas rivulorum Caiennæ & Guianæ.

LA COUTOUBÉE blanche. (Planche 27.)
C'eſt une plante annuelle, de trois pieds & plus de hauteur. Sa racine eſt rameuſe, fibreuſe, & un peu ligneuſe. L'écorce eſt blanche en dehors. Les tiges ſont à quatre angles mouſſes.
Les feuilles, qui embraſſent la tige, ſont oppoſées, d'un verd luiſant, molles, oblongues, terminées en pointe : quelquefois elles ſe trouvent trois à trois, & forment un anneau qui entoure la tige : elles ont environ trois pouces de longueur, & un pouce de largeur dans leur milieu.
Les fleurs naiſſent à l'extrémité des tiges, en forme d’épis : les deux premières inférieures ſont oppoſées ; les deux ſuivantes ſont preſque alternes ; celles qui ſuivent juſqu'à l'extrémité, ſont quatre à quatre, diſpoſées en anneaux ; toutes ſont ſoutenues par trois petites écailles étroites, aiguës, vertes, une inférieure, & deux latérales.
Le calice eſt d'une ſeule pièce à quatre divisions grêles, fermes, aiguës. très profondes, qui s'allongent juſqu'à l'ouverture du tube.
La corolle eſt d'une ſeule pièce. Son tube eſt court ; ſon limbe s'évaſe, & ſe diviſe en quatre parties égales, aiguës & blanches.
Les étamines ſont au nombre de quatre, portées chacune ſur un corps particulier en forme de capuchon, attaché à la paroi interne du tube de la corolle. Leurs filets ſont blancs, & les anthères en forme de fer de flèche, s'ouvrent par deux ſillons qui répandent une pouſſière jaune. 
Le pistil, qui eſt placé dans le fond de la fleur, eſt un ovaire oblong qui ſe termine par un style aſſez long, dont le stigmate eſt diviſé en deux lames ; le ſtigmate déborde la fleur. 
L'ovaire devient une capsule qui s'ouvre en deux valves, & qui renferme un placenta chargé de menues semences. 
La fleur ne tombe pas ; & on voit ſur le fruit, après ſa maturité, le ſtyle & le ſtigmate qui, ſubſiſtent. 
Toute la plante eſt fort amère. On l'emploie avec ſuccès pour rétablir le cours des regles, pour guérir pluſieurs maladies d'eſtomac qui dépendent du défaut de digeſtion, ou des obſtructions des viſcères du bas-ventre, & ſpécialement pour tuer les vers. 
Cette plante eſt nommée COUTOUBEA par les Galibis.
Elle croît au bord des chemins, dans les abatis, dans la terre-ferme de la Guiane, au bord des ruiſſeaux & des rivières. »

— Fusée-Aublet, 1775.

## Galerie

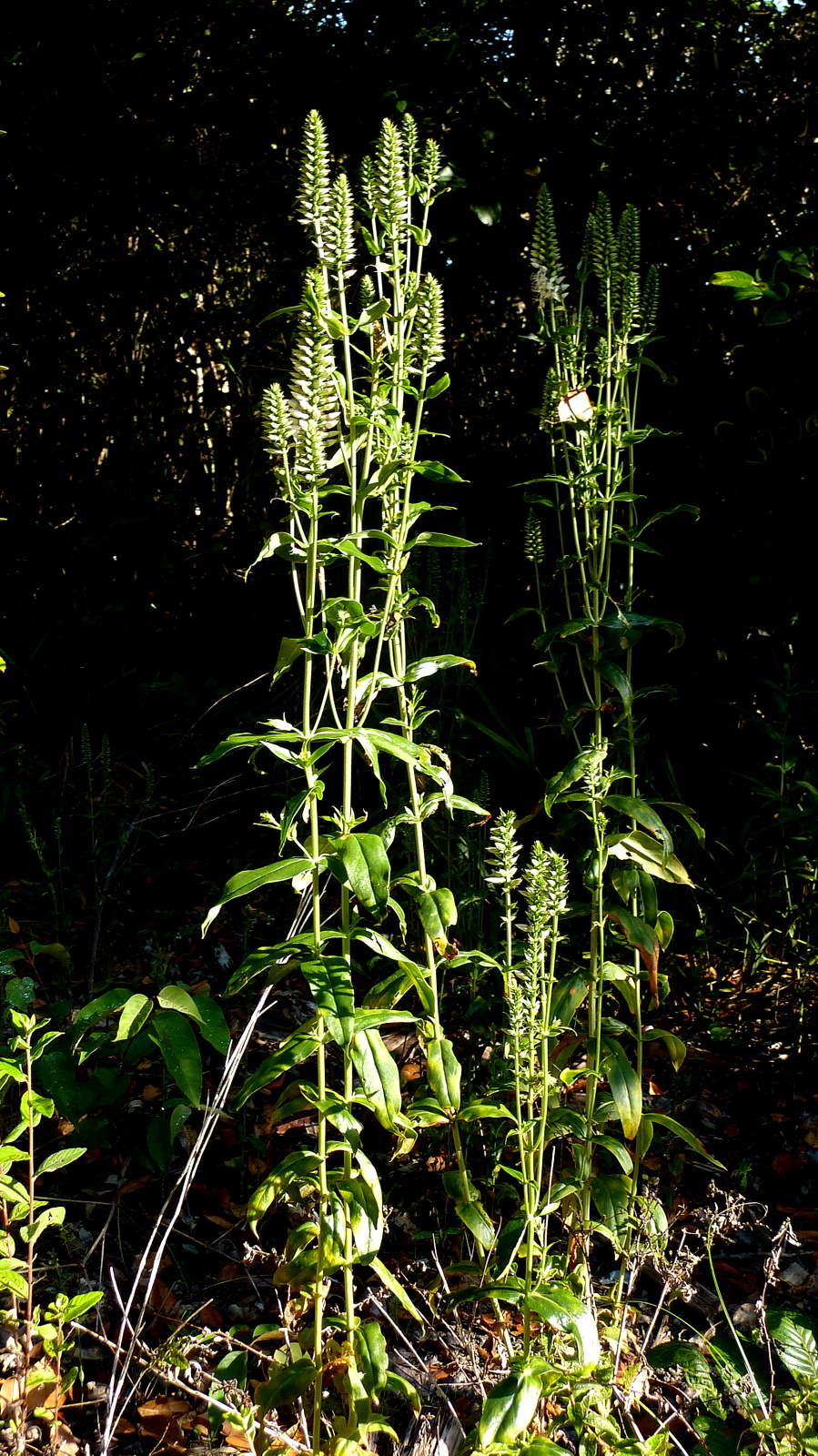
pied de Chelonanthus purpurascens dans la région de Bahia
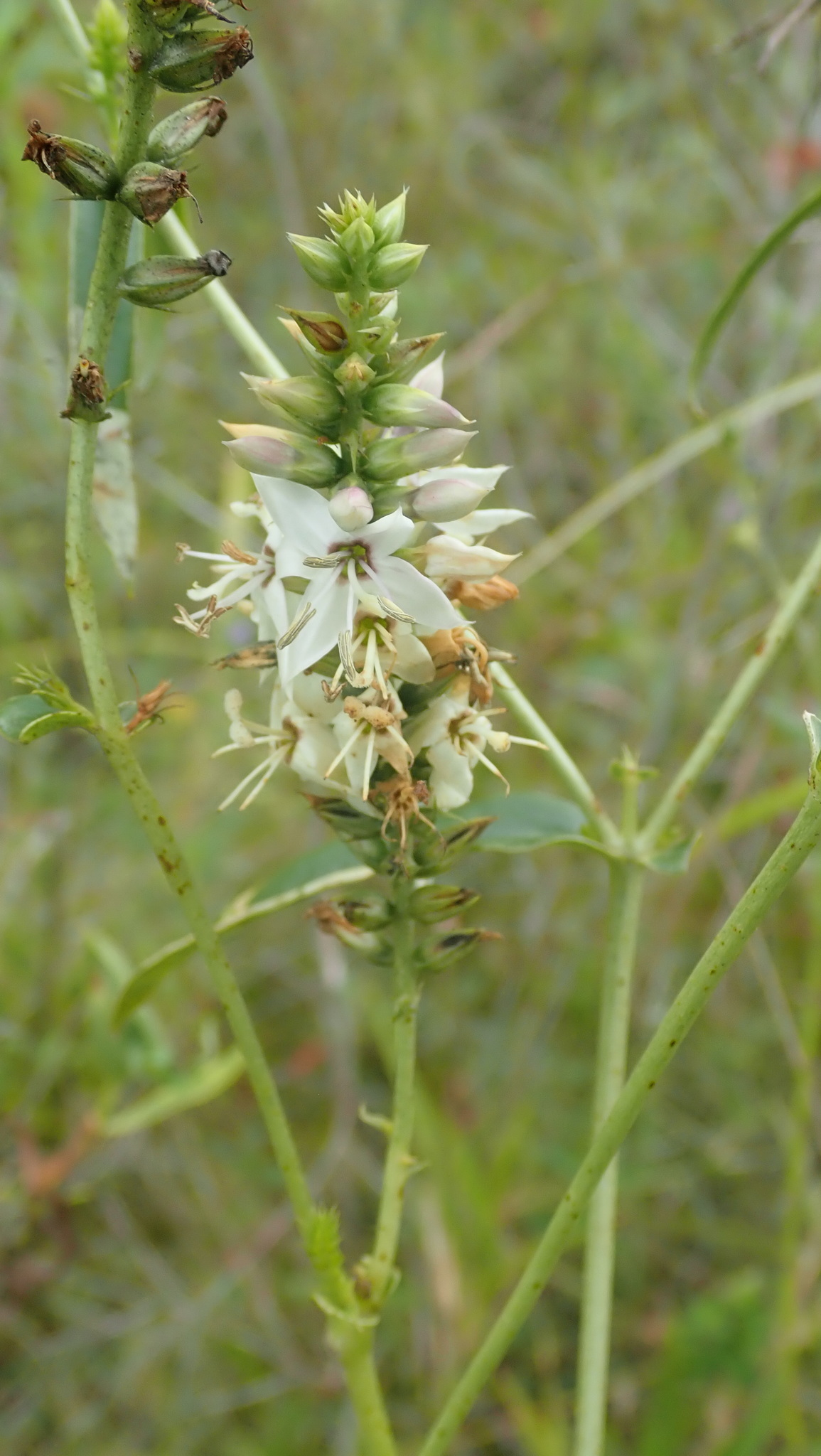
inflorescence de Chelonanthus purpurascens
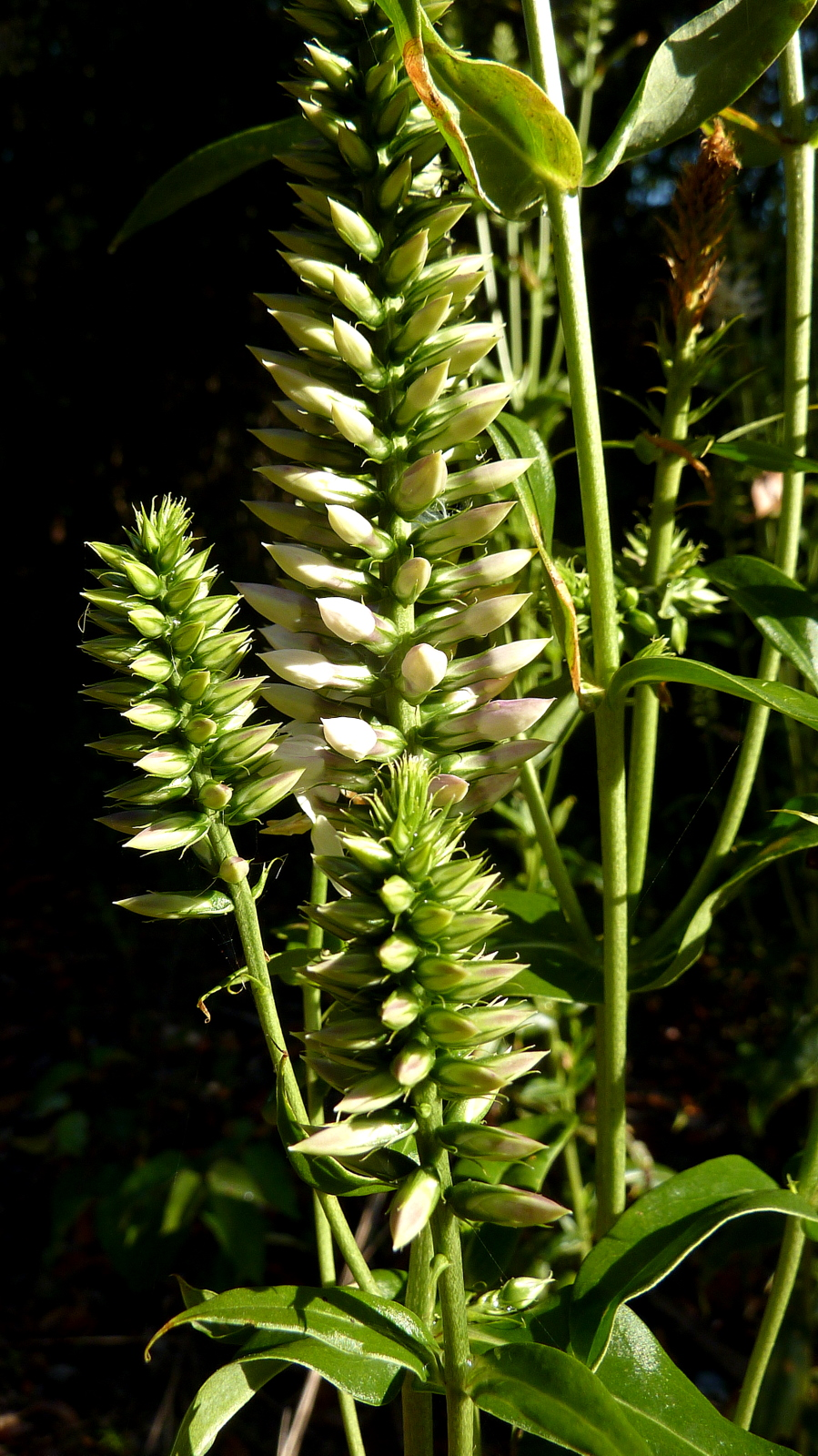
inflorescence de Chelonanthus purpurascens
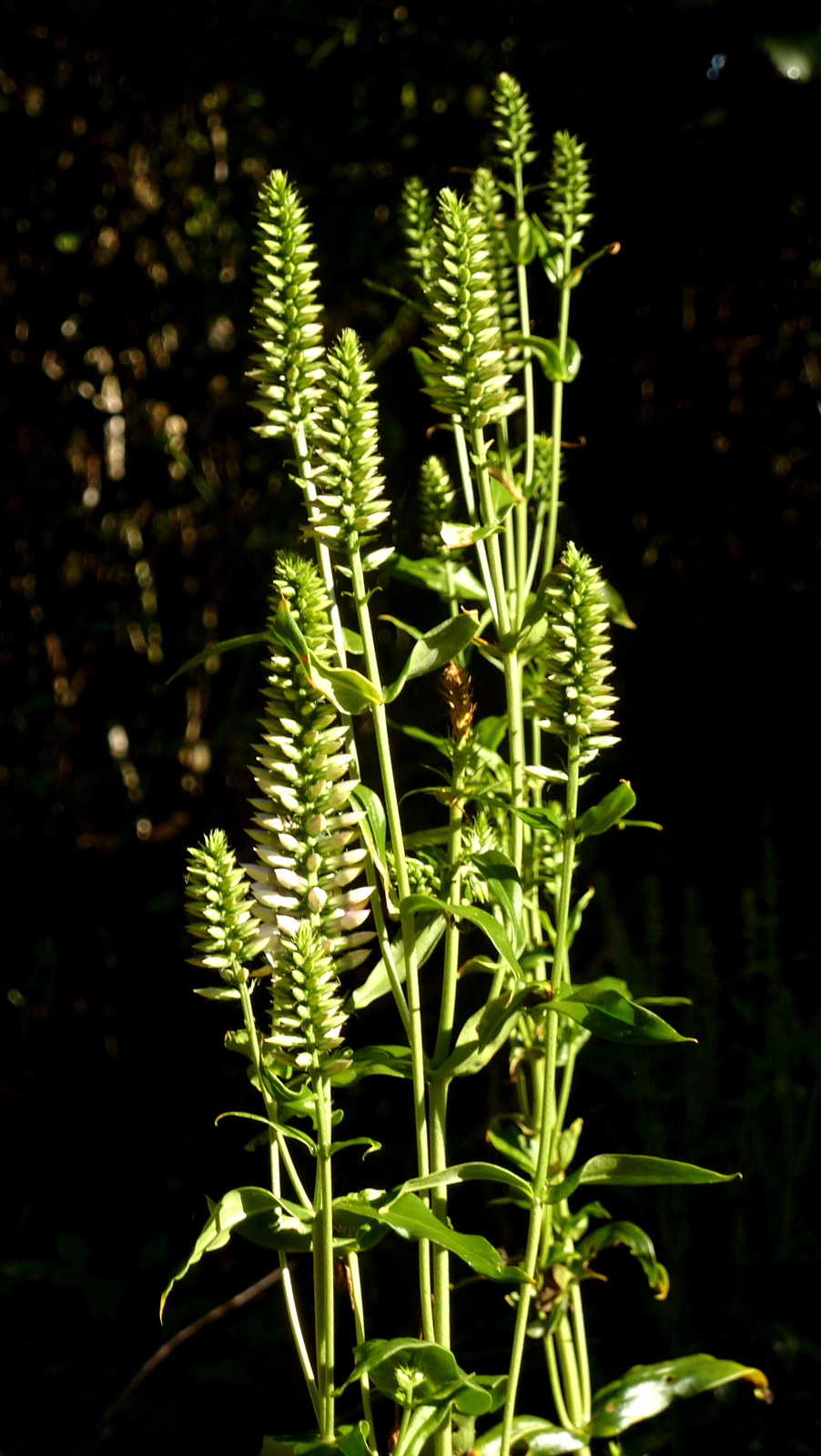
inflorescence de Chelonanthus purpurascens
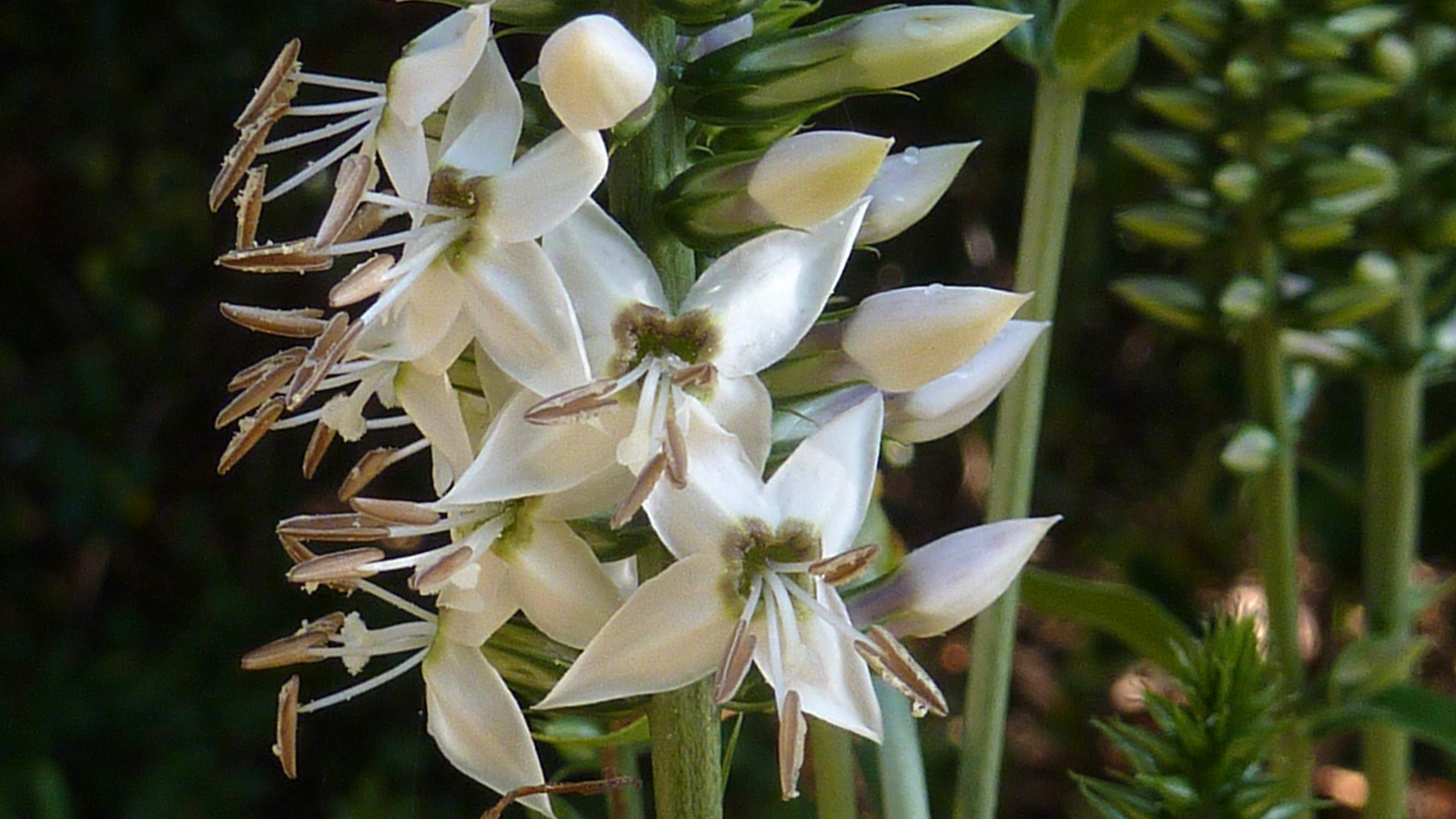
fleurs de Chelonanthus purpurascens
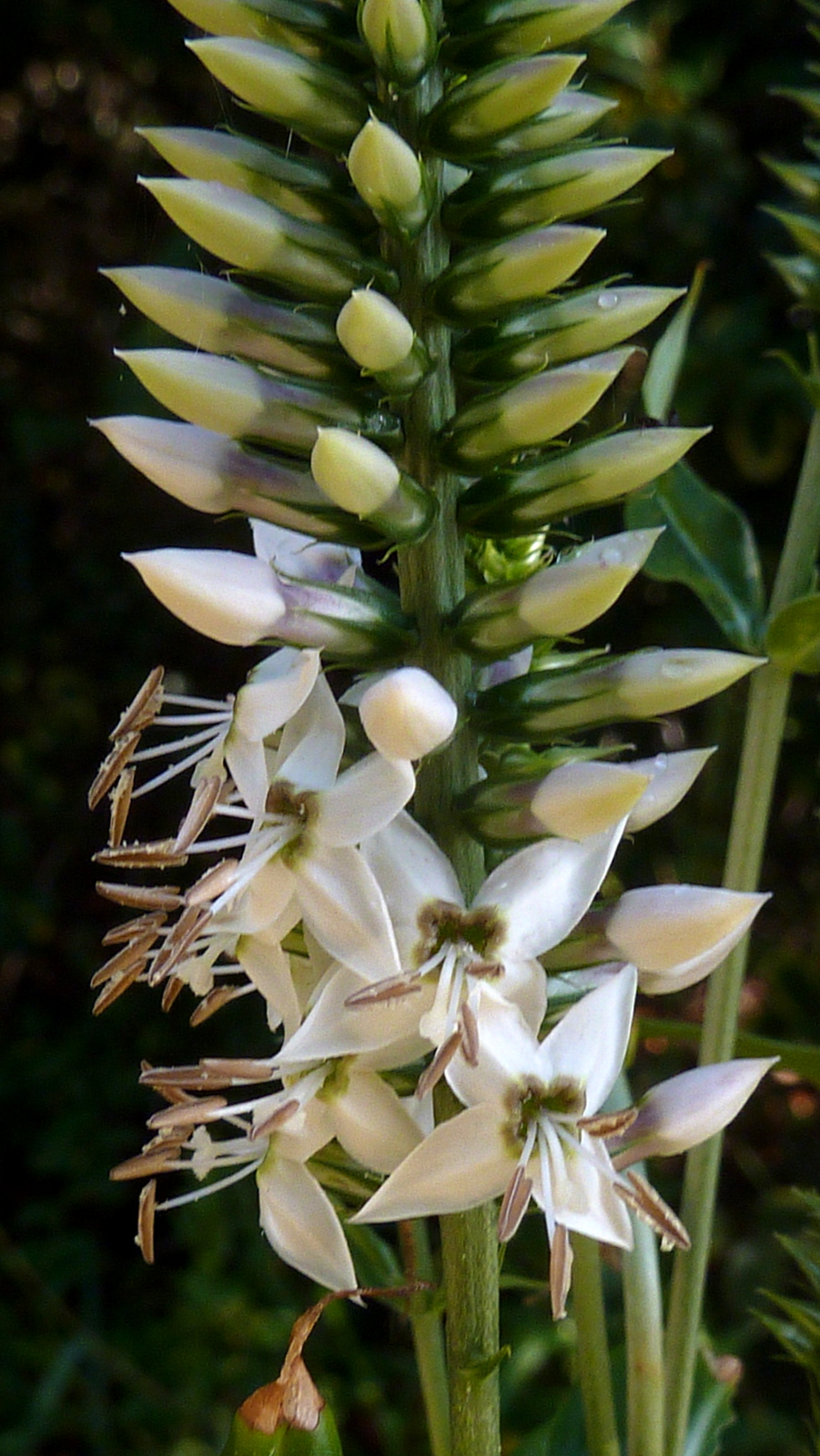
fleurs de Chelonanthus purpurascens
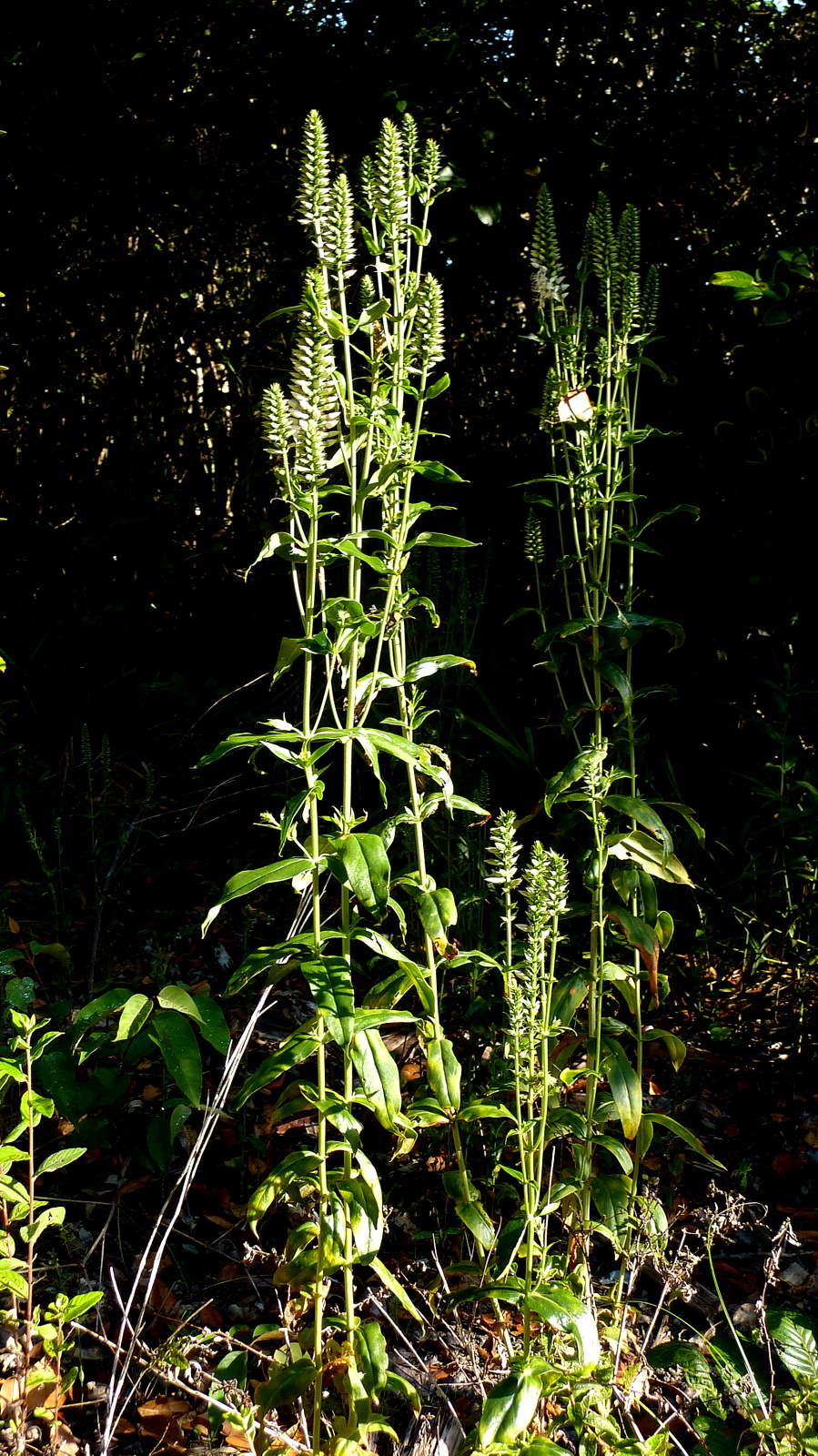
fleurs de Chelonanthus purpurascens
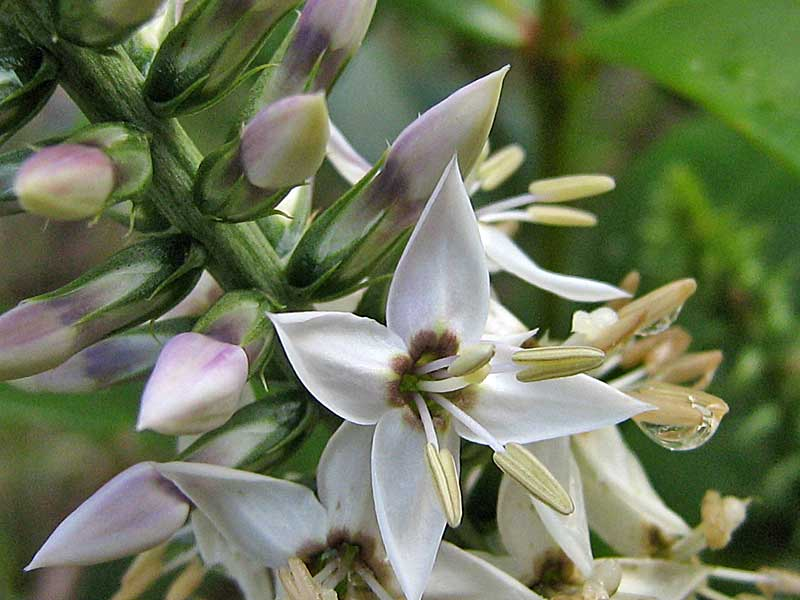
fleurs de Chelonanthus purpurascens
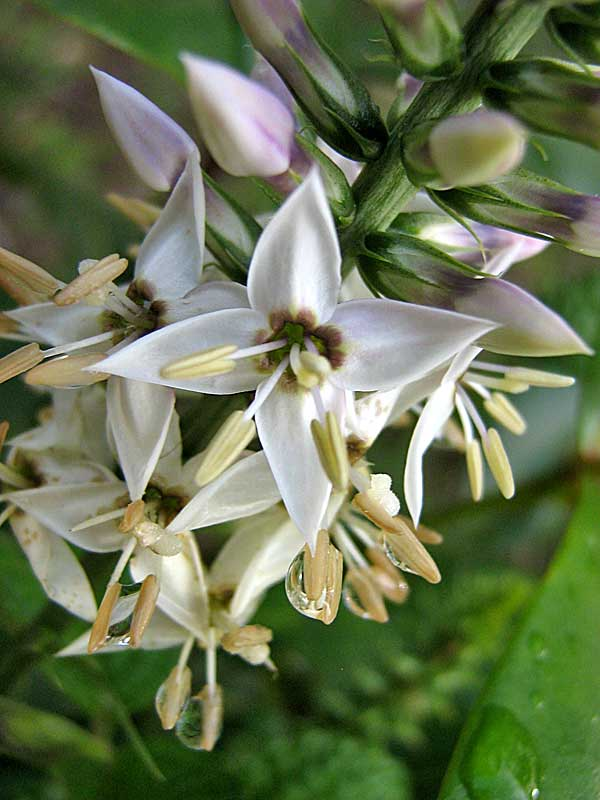
fleurs de Chelonanthus purpurascens
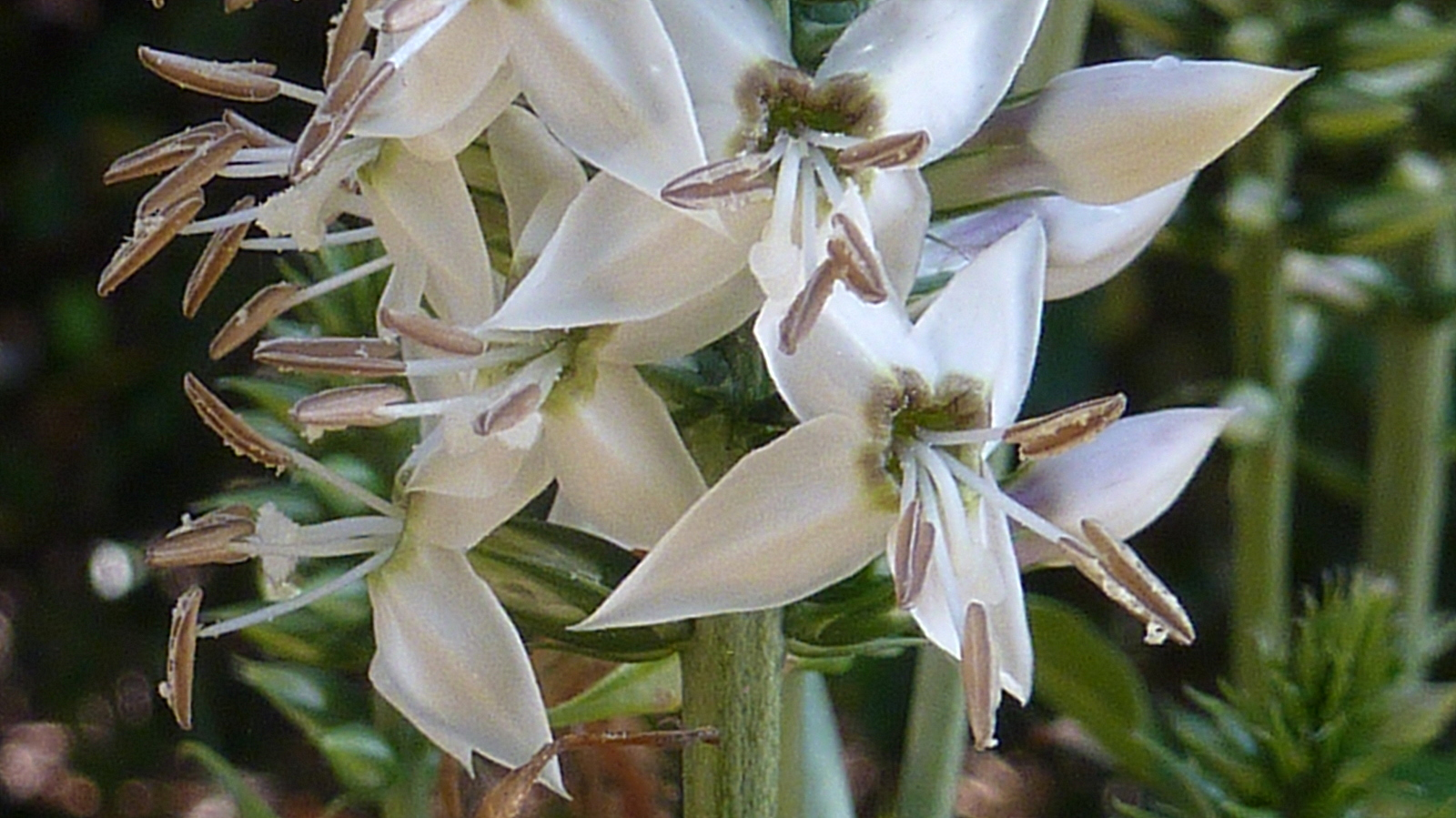
fleurs de Chelonanthus purpurascens
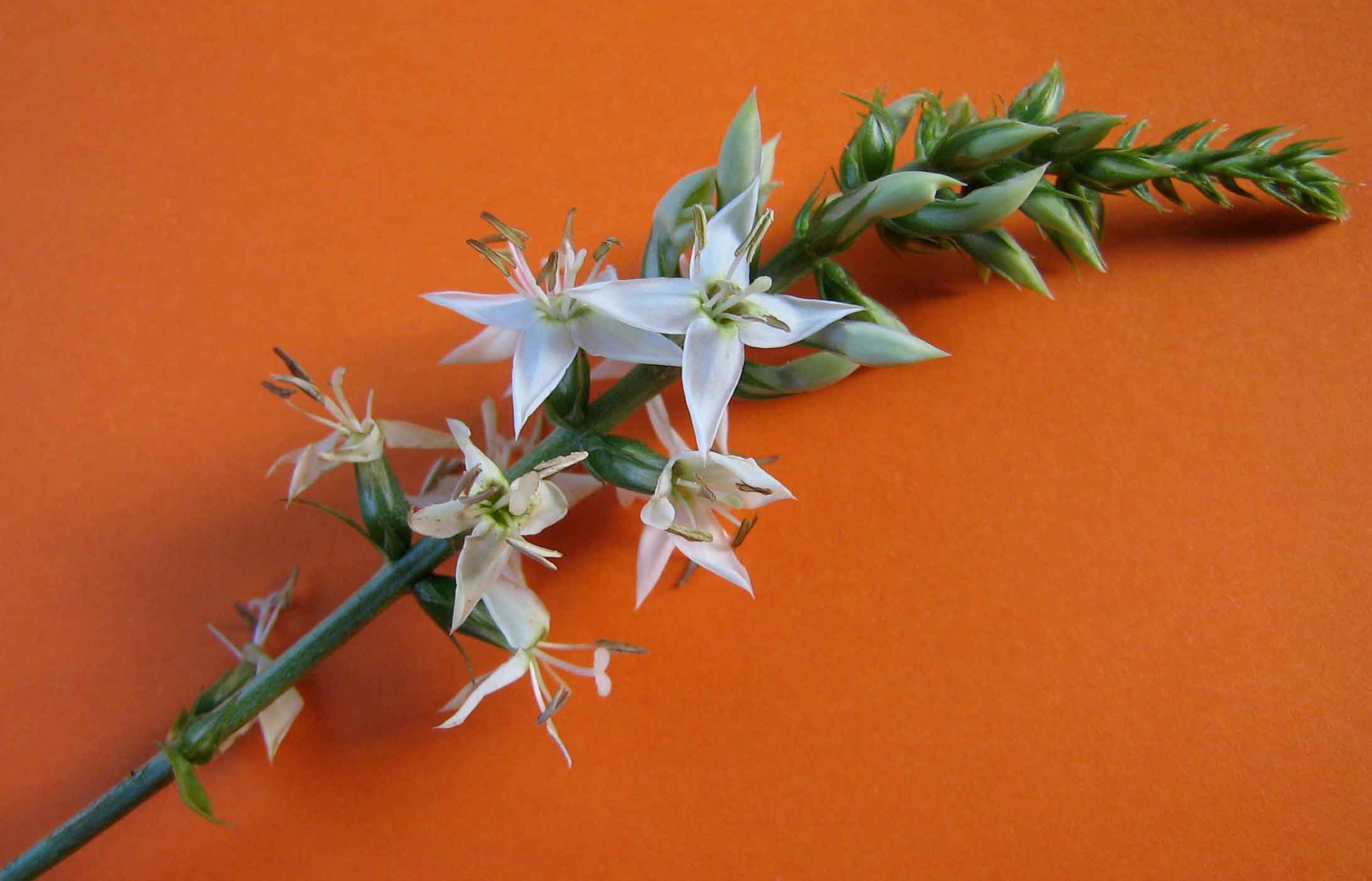
inflorescence de Chelonanthus purpurascens
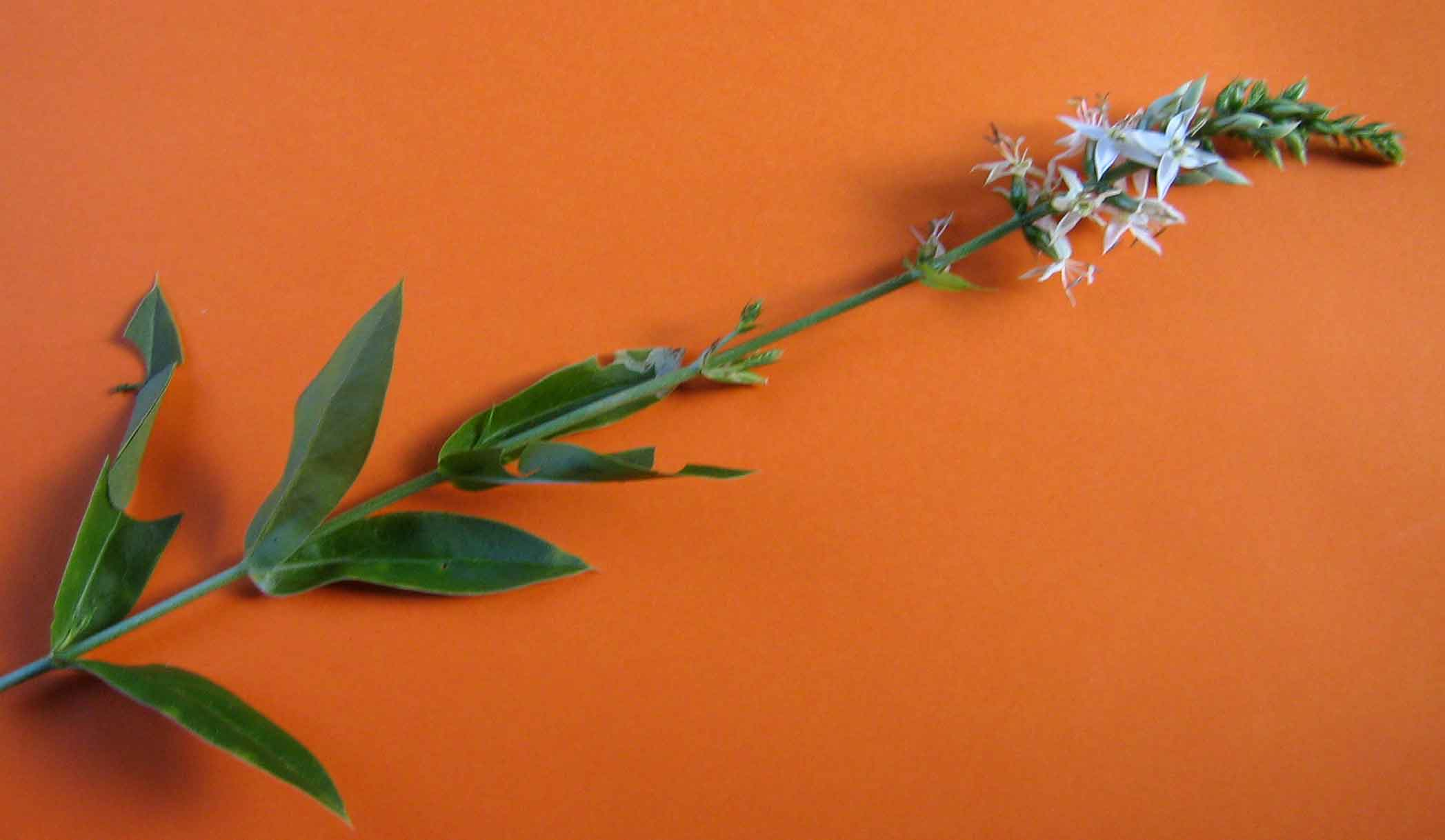
inflorescence de Chelonanthus purpurascens
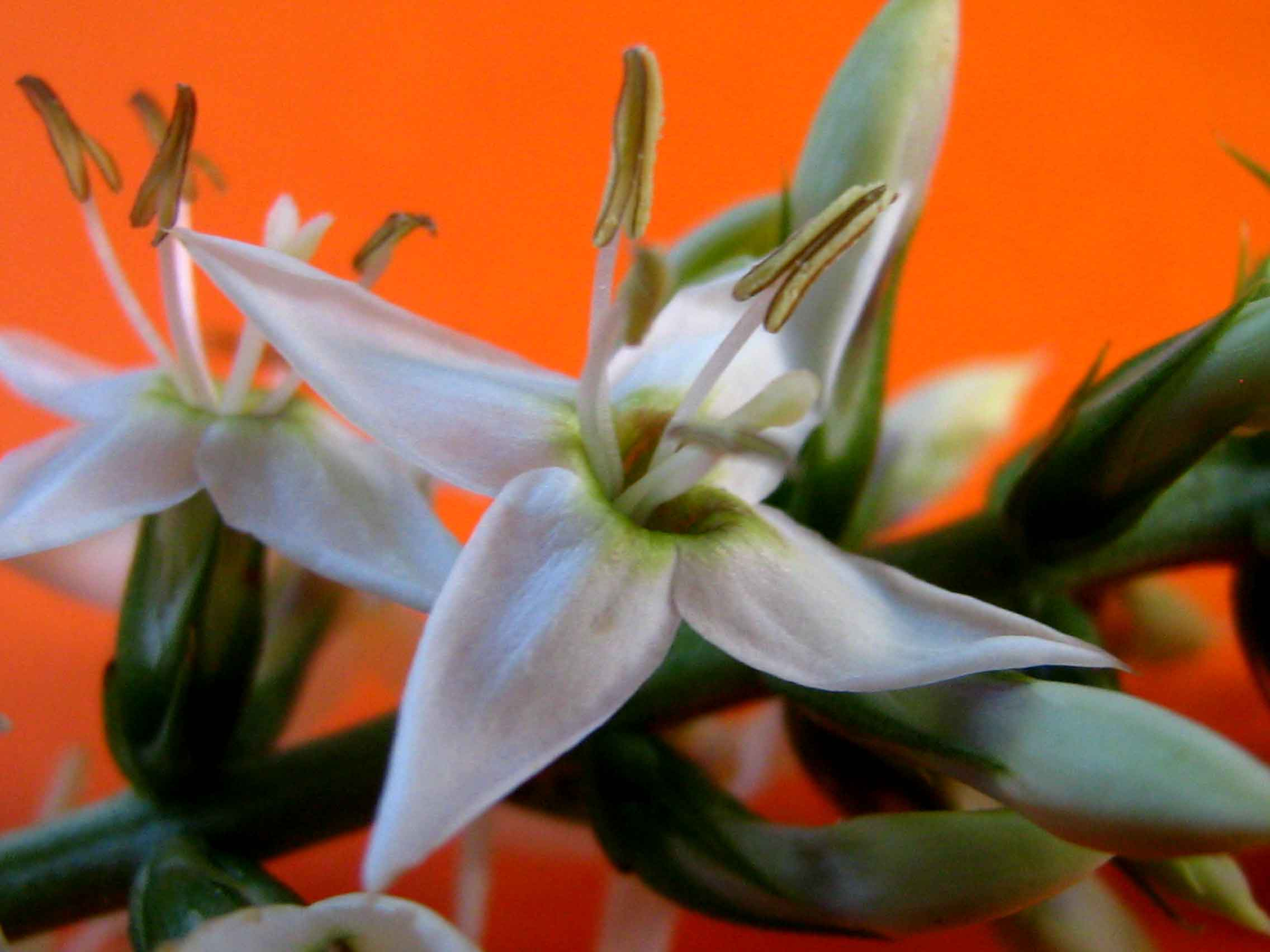
fleurs de Chelonanthus purpurascens
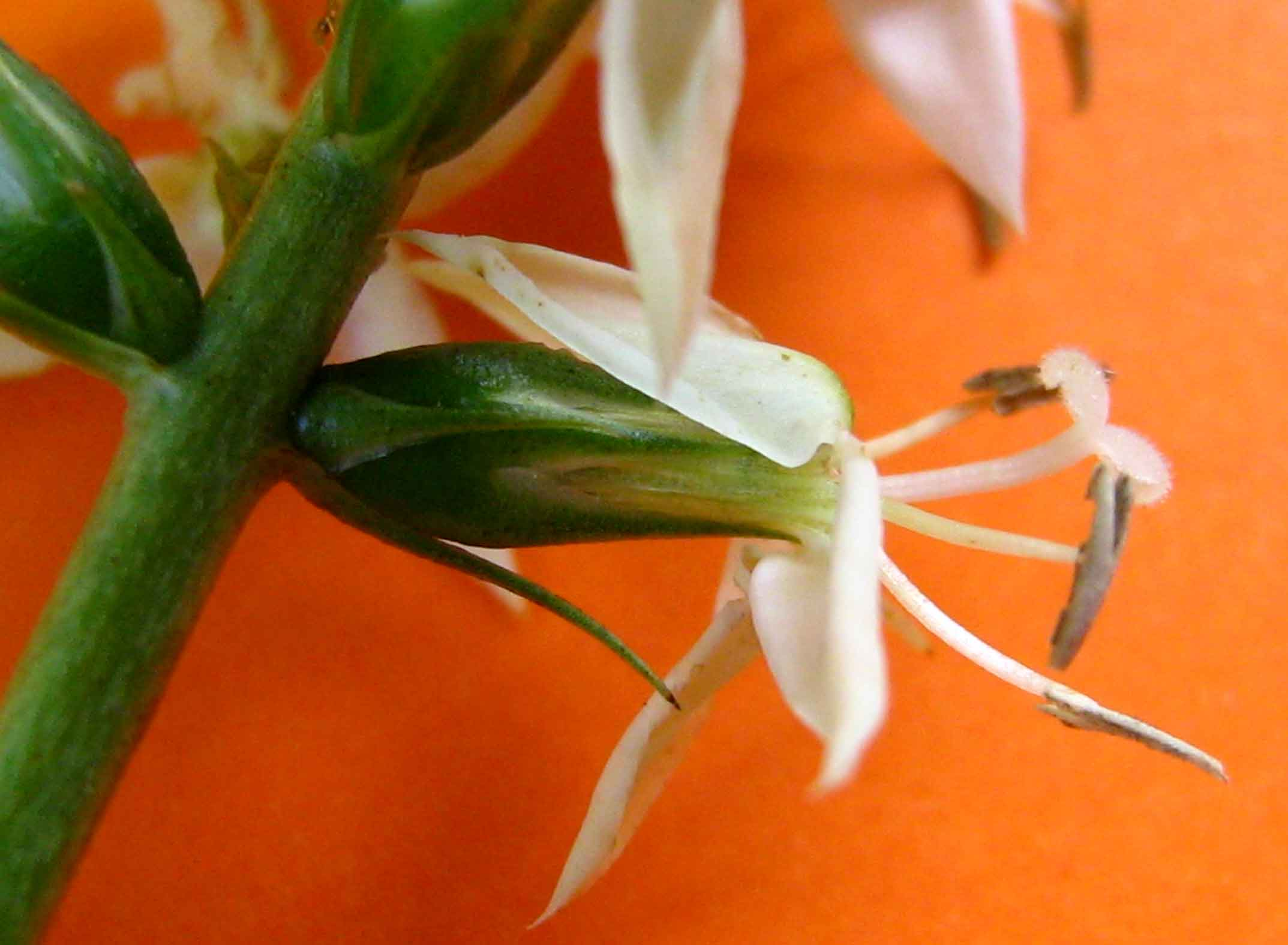
fleurs de Chelonanthus purpurascens